# Susy Cassinova
Susy Lineth Cassinova Herrera (nacida el 5 de febrero de 1996) es una futbolista panameña que juega como delantera en el UMECIT FC en la Liga de Fútbol Femenino de Panamá.

## Trayectoria

### CD Plaza Amador
Comenzó jugando en el 2019 en la Liga de Fútbol Femenino (Panamá), disputó el Torneo Clausura 2019, el Torneo Apertura 2019 y el Torneo Edición 2020.

### SUVA Sports
El 5 de febrero de 2021 fue anunciada como nueva jugadora del SUVA Sports de Costa Rica Disputó 9 partidos y marcó 1 gol. El 4 de junio de 2021 fue dada de baja del club.

### CD Plaza Amador
El 29 de julio de 2021 fue anunciado su regreso al CD Plaza Amador. Disputó el Torneo Clausura 2021 quedando subcampeona, la Liga de Fútbol Femenino 2022 nuevamente quedando subcampeona.

### UMECIT FC
El 26 de enero de 2024 fue anunciada como nuevo jugadora del UMECIT FC. Debutó con el club el 26 de enero de 2024 en la victoria 2 a 0 contra el SD Atlético Nacional en el Estadio Futuras Promesas en donde marcó un gol.

## Selección nacional
Cassinova ha aparecido para la selección nacional femenina de Panamá, incluso en el Campeonato de Clasificación Olímpica Femenina de CONCACAF 2020 el 3 de febrero de 2020. Entró como suplente en el minuto 50 por Amarelis De Mera en el partido contra Haití.

## Clubes
| Club            | País       | Año         |
| --------------- | ---------- | ----------- |
| CD Plaza Amador | Panamá     | 2019 - 2020 |
| SUVAS Sports    | Costa Rica | 2021        |
| CD Plaza Amador | Panamá     | 2021 - 2023 |
| UMECIT FC       | Panamá     | 2024 - Act. |